# Liste der luxemburgischen Meister im Schach
Die Liste der luxemburgischen Meister im Schach enthält die Sieger aller luxemburgischen Einzelmeisterschaften.

## Allgemeines
Der Titel des luxemburgischen Meisters wurde erstmals 1932 ausgespielt, seitdem wird der Wettbewerb, von einigen Ausnahmen abgesehen, jährlich ausgetragen. Rekordmeister ist Charles Doerner, der den Titel elfmal gewann.
19xx/20xx wurde eine Regel eingeführt, dass der beste Luxemburger (präziser: ein für Luxemburg selektierbarer Spieler für internationale Turniere, u. a. die Nationalmannschaft bei Olympiaden und Weltmeisterschaften) den Titel des Meisters erhält, auch wenn er nicht das Turnier gewinnt. In dem Fall erhält der Turniersieger den Titel eines Föderationsmeisters.

## Luxemburgische Meister
| Jahr | Ort                   | Meister (Champion de Luxembourg) | Föderationsmeister (Champion de la Fédération) |
| ---- | --------------------- | -------------------------------- | ---------------------------------------------- |
| 1932 |                       | Francis Kraus                    |                                                |
| 1933 |                       | Louis Philippe                   |                                                |
| 1934 |                       | Louis Philippe                   |                                                |
| 1935 |                       | Charles Doerner                  |                                                |
| 1936 |                       | Francis Kraus                    |                                                |
| 1937 |                       | Francis Kraus                    |                                                |
| 1938 |                       | Charles Doerner                  |                                                |
| 1939 |                       | Charles Doerner                  |                                                |
| 1940 |                       | Charles Doerner                  |                                                |
| 1946 |                       | Charles Doerner                  |                                                |
| 1947 |                       | Charles Doerner                  |                                                |
| 1948 |                       | Charles Doerner                  |                                                |
| 1949 |                       | Charles Doerner                  |                                                |
| 1950 |                       | Charles Doerner                  |                                                |
| 1951 |                       | Charles Doerner                  |                                                |
| 1952 |                       | Charles Doerner                  |                                                |
| 1953 |                       | Eugène Bestgen                   |                                                |
| 1954 |                       | Aloyse Neu                       |                                                |
| 1955 |                       | Fernand Wantz                    |                                                |
| 1956 |                       | Fernand Wantz                    |                                                |
| 1958 |                       | Georges Philippe                 |                                                |
| 1959 |                       | Aloyse Neu                       |                                                |
| 1960 |                       | Alphonse Conrady                 |                                                |
| 1961 |                       | Georges Philippe                 |                                                |
| 1962 |                       | Eugène Bestgen                   |                                                |
| 1963 |                       | Eugène Bestgen                   |                                                |
| 1964 |                       | Alphonse Conrady                 |                                                |
| 1965 |                       | Georges Philippe                 |                                                |
| 1966 |                       | Georges Philippe                 |                                                |
| 1967 |                       | Josy Feller                      |                                                |
| 1968 |                       | Josy Feller                      |                                                |
| 1969 |                       | Raymond Schneider                |                                                |
| 1971 |                       | Josy Feller                      |                                                |
| 1973 |                       | Josy Feller                      |                                                |
| 1975 |                       | Norbert Stull                    |                                                |
| 1976 |                       | Norbert Stull                    |                                                |
| 1977 |                       | Georges Haas                     |                                                |
| 1978 |                       | Georges Haas                     |                                                |
| 1979 |                       | Norbert Stull                    |                                                |
| 1980 |                       | Georges Haas                     |                                                |
| 1981 |                       | Jean Schammo                     |                                                |
| 1982 |                       | Josy Feller                      |                                                |
| 1983 |                       | Norbert Stull                    |                                                |
| 1985 |                       | Hubert Mossong                   |                                                |
| 1986 |                       | Roger Hoffmann                   |                                                |
| 1987 |                       | Georges Haas                     |                                                |
| 1988 |                       | Shlomo Marcovici                 |                                                |
| 1989 |                       | Norbert Stull                    |                                                |
| 1990 |                       | Fred Berend                      |                                                |
| 1991 |                       | Norbert Stull                    |                                                |
| 1992 |                       | Hubert Mossong                   |                                                |
| 1993 |                       | Alain Schartz                    |                                                |
| 1994 |                       | Lucien Gaspar                    |                                                |
| 1995 | Düdelingen            | Carlo Menghi                     |                                                |
| 1996 | Belvaux               | Camille Wians                    |                                                |
| 1997 | Düdelingen            | Marc Mertens                     |                                                |
| 1998 | Düdelingen            | Elvira Berend                    |                                                |
| 1999 | Esch an der Alzette   | Michel Risch                     |                                                |
| 2000 | Echternach            | Claude Wagener                   |                                                |
| 2001 | Differdingen          | Josy Feller                      |                                                |
| 2002 | Rambruch              | Alain Schartz                    |                                                |
| 2003 | Differdingen          | Mietek Bakalarz                  |                                                |
| 2004 | Differdingen          | Jean-Marie Weber                 |                                                |
| 2005 | Differdingen          | Vlad Serban                      |                                                |
| 2006 | Düdelingen            | Tom Weber                        |                                                |
| 2007 | Differdingen          | Jean-Marie Weber                 |                                                |
| 2008 | Schifflingen          | Alain Schartz                    |                                                |
| 2009 | Differdingen          | Mietek Bakalarz                  | Michael Wiedenkeller                           |
| 2010 | Schifflingen          | Vlad Serban                      | Michael Wiedenkeller                           |
| 2011 | Düdelingen            | Mietek Bakalarz                  |                                                |
| 2012 | Düdelingen            | Michael Wiedenkeller             |                                                |
| 2013 | Düdelingen            | Michael Wiedenkeller             |                                                |
| 2014 | Düdelingen            | Fred Berend                      |                                                |
| 2015 | Luxemburg             | Elvira Berend                    |                                                |
| 2016 | Luxemburg             | Elvira Berend                    |                                                |
| 2017 | Düdelingen            | Fred Berend                      |                                                |
| 2018 | Düdelingen            | Jean-Marie Weber                 |                                                |
| 2019 | Schifflingen, Belvaux | Michael Wiedenkeller             |                                                |
| 2020 | Ausgefallen – Corona  |                                  |                                                |
| 2021 | Ausgefallen – Corona  |                                  |                                                |
| 2022 | Wasserbillig          | Denis Baudot                     | Aleksei Aliferenko                             |
| 2023 | Wasserbillig          | Michael Wiedenkeller             | Aleksei Aliferenko                             |
| 2024 | Wasserbillig          | Michael Wiedenkeller             |                                                |
| 2025 | Wasserbillig          | Fred Berend                      |                                                |